# Pieter-Christiaan van Oranje-Nassau, Van Vollenhoven

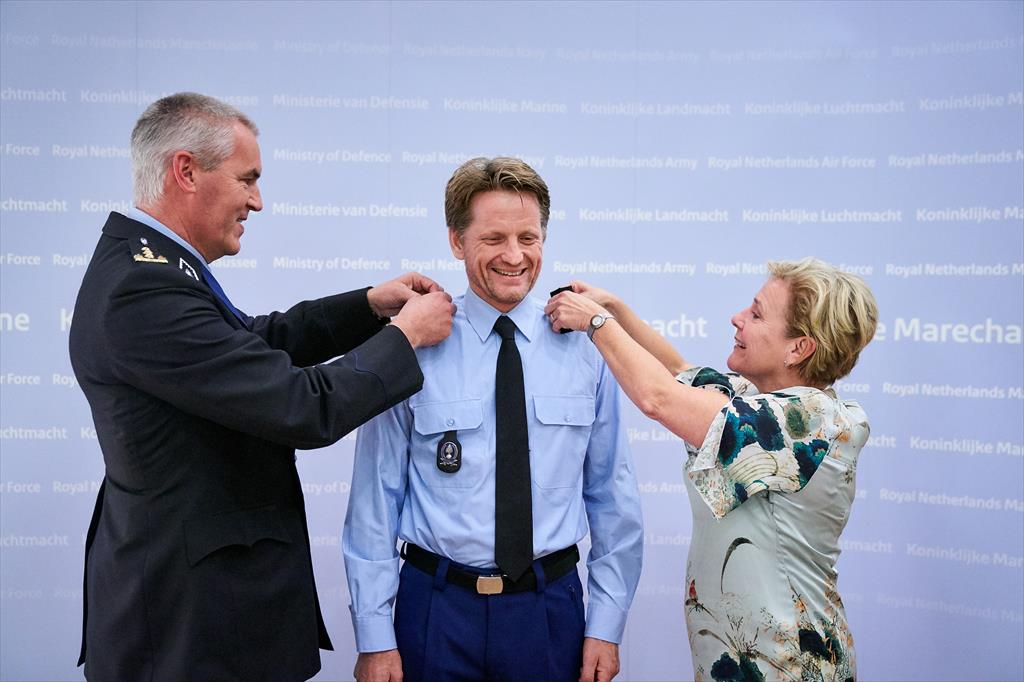
Minister van Defensie Ank Bijleveld en Commandant Koninklijke Marechaussee luitenant-generaal Harry van den Brink bevorderen Pieter-Christiaan tot reservekolonel

Z.H. Pieter-Christiaan Michiel Prins van Oranje-Nassau, Van Vollenhoven (Nijmegen, 22 maart 1972) is de derde zoon van prinses Margriet en prof. mr. Pieter van Vollenhoven. De prins wordt officieel aangeduid met Zijne Hoogheid Prins Pieter-Christiaan van Oranje-Nassau, Van Vollenhoven; in het dagelijks gebruik wordt hij kortweg prins Pieter-Christiaan genoemd.

## Opleiding en loopbaan
Pieter-Christiaan groeide op op een landgoed nabij Paleis Het Loo in Apeldoorn. Daar volgde hij zijn lagere schoolopleiding en deed hij examen aan het Stedelijk Gymnasium.
Na zijn eindexamen vervulde hij zijn diensttijd bij de Koninklijke Marechaussee, bij welk wapen hij later de rang van reserve-kolonel bekleedde. Nog tijdens zijn diensttijd begon hij een studie Rechten aan de Universiteit Utrecht, waar hij vervolgens in 1999 afstudeerde.
Tijdens zijn studietijd was Pieter-Christiaan lid bij het Utrechtsch Studenten Corps, waar hij onder meer actief was in de symposium-commissie en bij de Utrechtse studentenweerbaarheid.
Van Oranje werkte vervolgens van 2000 tot 2003 in Londen bij Equity Capital Markets, een joint venture tussen de ABN AMRO en NM Rothschild. In het najaar van 2003 rondde hij een eenjarige MBA-opleiding (Master of Business Administration) af aan de International School for Management and Development (IMD) te Lausanne (Zwitserland). Vanaf maart 2004 werkte hij als marketingstrateeg bij het ICT-bedrijf Shopservices in Amsterdam. Van 2004 tot 2009 was hij werkzaam bij de Directie Operaties van de staf van de Koninklijke Marechaussee. Hij verliet de dienst als luitenant-kolonel en was in diezelfde rang reservist.
In april 2015 werd Pieter-Christiaan van Oranje-Nassau benoemd tot voorzitter van de adviesraad van het MVO adviesbureau EMG. Lid van de adviesraad is onder meer de voormalige Deense minister voor milieu, Ida Auken.
In 2018 werd bekend dat hij de Koninklijke Marechaussee zal gaan vertegenwoordigen bij grote gendarmeriebijeenkomsten. Hij werd hiertoe bevorderd tot reservekolonel.
In 2025 speelde Pieter-Christiaan een gastrol als advocaat in de politieserie Flikken Rotterdam. 

## Huwelijk en gezin
Pieter-Christiaan trouwde op 25 augustus 2005 in Apeldoorn met Anita Theodora van Eijk (Neuchâtel, Zwitserland, 27 oktober 1969). Op 27 augustus 2005 vond de kerkelijke inzegening plaats in de Grote of St. Jeroenskerk, tegenwoordig genaamd de Oude Jeroenskerk, in Noordwijk (ZH).
Voor hun huwelijk werd aan het Nederlandse parlement geen toestemming gevraagd; hierdoor verloor Pieter-Christiaan zijn recht op troonopvolging en zijn lidmaatschap van het Koninklijk Huis. De uit het huwelijk geboren kinderen dragen de achternaam Van Vollenhoven; zij bezitten geen adellijke titel.
Het echtpaar heeft twee kinderen:
- Emma Francisca Catharina (28 november 2006)
- Pieter Anton Maurits Erik (19 november 2008)